# Gustaf Hesselius den yngre
Gustaf Hesselius, född 1727, död 1775, var en svensk målare. Han var son till Andreas Hesselius och halvbror till Andreas Hesselius Americanus.
Hesselius arbetade som ornamentsmålare på Stockholms slott under Johan Paschs ledning. Han utbildade sig senare till historiemålare i Paris, men verkar även fortsättningsvis främst verkat som dekoratör.